# Sebastian Weigle
Sebastian Weigle (Berlín, 1961) és un director d'orquestra alemany. Des del 2004 fins al 2008 fou el director de l'Orquestra Simfònica del Gran Teatre del Liceu de Barcelona, on hi dirigí nombroses produccions i concerts amb un gran èxit reconegut. Els crítics d'òpera de Barcelona el van escollir millor director durant dues temporades consecutives, la 2004/2005 i la 2005/2006. Al desembre del 2006 va dirigir també amb un èxit contundent, una nova producció de Tiefland. Durant les dues últimes temporades com a titular del Liceu, però, la qualitat general de l'orquestra va baixar i l'actuació de Weigle va començar a ésser discutida, coincidint amb el canvi de director.
El 2008 passà a ser el director de l'Òpera de Frankfurt on va debutar amb Salomé la temporada 2002/2003 a la que li van seguir produccions de molt èxit com Die Frau ohne Schatten i La dama de piques. Al desembre del 2006 va dirigir també amb un èxit contundent, una nova producció de Tiefland.
Va rebre la seva formació musical a l'escola de música de Hanns Eisler i des del 1997 fins al 2002 va ser el director titular de la jove Orquestra Filharmònica de Brandenburg. Paral·lelament va dirigir un ample repertori a l'Staatsoper de Berlín.
Els compromisos operístics els van dur a dirigir a Barcelona, a l'Òpera de Cincinnati, a l'Staatsoper Dresden, a la Deutsche Opera de Berlín, a l'Òpera de Frankfurt, al Festival de Granada i al Teatre Nacional de Mannheim, a l'Òpera d'Austràlia a Sydney, al Volksoper de Viena i al Japó. Va debutar a Nova York el 2000. El 2003 el magazine Opernwelt el va elegir director de l'any pel seu destacable èxit amb Frau ohne Schatten a Frankfurt.
El gener del 2006 va tenir un reeixit debut amb Fidelio de Beethoven a la Staatsoper de Viena on dirigí funcions de Borís Godunov al desembre del 2007 i al gener del 2009.
Pel que fa als concerts, va treballar amb la Staatskapelle de Berlín i Dresden, amb la Sinfonie-Orchester de Berlín, amb la Deutsche Symphonie-Orchester Berlin, amb la Rundfunk-Sinfonieorchester de Berlín, amb l'Orquestra Simfònica de Bergen, amb les Orquestres Simfòniques d'Aalborg, d'Hamburg, de Helsingborg, de Jerusalem i de Trondheim, a Berlín i a Granada, amb Philharmoniker Hamburg, a Rundfunkorchester BR Munich amb la MDR amb l'Orquestra de Cambra Sueca, amb Niederösterreichische Tonkünstler, a la Radio-Sinfonieorchester de Stuttgart i a la RSO Viena, així com a Tòquio, Melbourne i al Festival Chicago del Gran Park de Chicago.
Després del seu debut al Festival d'estiu de Bayreuth amb la nova producció de Els mestres cantaires de Nuremberg el 2007 i la producció de Tiefland al Volksoper de Viena a l'octubre del 2007.